# Calciphila gillettii
Calciphila gillettii är en oleanderväxtart som beskrevs av Liede och Meve. Calciphila gillettii ingår i släktet Calciphila och familjen oleanderväxter. Inga underarter finns listade i Catalogue of Life.